# Vigliano Biellese
Vigliano Biellese – miejscowość i gmina we Włoszech, w regionie Piemont, w prowincji Biella.
Według danych na styczeń 2009 gminę zamieszkiwało 8415 osób przy gęstości zaludnienia 1 004 os./1 km².